# Lista planetelor minore: 114001–115000
| Nume                                                | Denumire provizorie                                 | Data descoperirii                                   | Locul descoperirii                                  | Descoperitor(i)                                     |                                                     |                                                     |                                                     |                                                     |                                                     |                                                     |                                                     |                                                     |                                                     |                                                     |                                                     |                                                     |                                                     |                                                     |                                                     |                                                     |                                                     |                                                     |                                                     |                                                     |                                                     |                                                     |                                                     |                                                     |                                                     |                                                     |                                                     |                                                     |                                                     |                                                     |                                                     |                                                     |                                                     |                                                     |                                                     |                                                     |                                                     |                                                     |                                                     |                                                     |                                                     |                                                     |                                                     |                                                     |                                                     |
| 114001–114100 Lista planetelor minore/114001–114100 | 114001–114100 Lista planetelor minore/114001–114100 | 114001–114100 Lista planetelor minore/114001–114100 | 114001–114100 Lista planetelor minore/114001–114100 | 114001–114100 Lista planetelor minore/114001–114100 | 114101–114200 Lista planetelor minore/114101–114200 | 114101–114200 Lista planetelor minore/114101–114200 | 114101–114200 Lista planetelor minore/114101–114200 | 114101–114200 Lista planetelor minore/114101–114200 | 114101–114200 Lista planetelor minore/114101–114200 | 114201–114300 Lista planetelor minore/114201–114300 | 114201–114300 Lista planetelor minore/114201–114300 | 114201–114300 Lista planetelor minore/114201–114300 | 114201–114300 Lista planetelor minore/114201–114300 | 114201–114300 Lista planetelor minore/114201–114300 | 114301–114400 Lista planetelor minore/114301–114400 | 114301–114400 Lista planetelor minore/114301–114400 | 114301–114400 Lista planetelor minore/114301–114400 | 114301–114400 Lista planetelor minore/114301–114400 | 114301–114400 Lista planetelor minore/114301–114400 | 114401–114500 Lista planetelor minore/114401–114500 | 114401–114500 Lista planetelor minore/114401–114500 | 114401–114500 Lista planetelor minore/114401–114500 | 114401–114500 Lista planetelor minore/114401–114500 | 114401–114500 Lista planetelor minore/114401–114500 | 114501–114600 Lista planetelor minore/114501–114600 | 114501–114600 Lista planetelor minore/114501–114600 | 114501–114600 Lista planetelor minore/114501–114600 | 114501–114600 Lista planetelor minore/114501–114600 | 114501–114600 Lista planetelor minore/114501–114600 | 114601–114700 Lista planetelor minore/114601–114700 | 114601–114700 Lista planetelor minore/114601–114700 | 114601–114700 Lista planetelor minore/114601–114700 | 114601–114700 Lista planetelor minore/114601–114700 | 114601–114700 Lista planetelor minore/114601–114700 | 114701–114800 Lista planetelor minore/114701–114800 | 114701–114800 Lista planetelor minore/114701–114800 | 114701–114800 Lista planetelor minore/114701–114800 | 114701–114800 Lista planetelor minore/114701–114800 | 114701–114800 Lista planetelor minore/114701–114800 | 114801–114900 Lista planetelor minore/114801–114900 | 114801–114900 Lista planetelor minore/114801–114900 | 114801–114900 Lista planetelor minore/114801–114900 | 114801–114900 Lista planetelor minore/114801–114900 | 114801–114900 Lista planetelor minore/114801–114900 | 114901–115000 Lista planetelor minore/114901–115000 | 114901–115000 Lista planetelor minore/114901–115000 | 114901–115000 Lista planetelor minore/114901–115000 | 114901–115000 Lista planetelor minore/114901–115000 | 114901–115000 Lista planetelor minore/114901–115000 |
| --------------------------------------------------- | --------------------------------------------------- | --------------------------------------------------- | --------------------------------------------------- | --------------------------------------------------- | --------------------------------------------------- | --------------------------------------------------- | --------------------------------------------------- | --------------------------------------------------- | --------------------------------------------------- | --------------------------------------------------- | --------------------------------------------------- | --------------------------------------------------- | --------------------------------------------------- | --------------------------------------------------- | --------------------------------------------------- | --------------------------------------------------- | --------------------------------------------------- | --------------------------------------------------- | --------------------------------------------------- | --------------------------------------------------- | --------------------------------------------------- | --------------------------------------------------- | --------------------------------------------------- | --------------------------------------------------- | --------------------------------------------------- | --------------------------------------------------- | --------------------------------------------------- | --------------------------------------------------- | --------------------------------------------------- | --------------------------------------------------- | --------------------------------------------------- | --------------------------------------------------- | --------------------------------------------------- | --------------------------------------------------- | --------------------------------------------------- | --------------------------------------------------- | --------------------------------------------------- | --------------------------------------------------- | --------------------------------------------------- | --------------------------------------------------- | --------------------------------------------------- | --------------------------------------------------- | --------------------------------------------------- | --------------------------------------------------- | --------------------------------------------------- | --------------------------------------------------- | --------------------------------------------------- | --------------------------------------------------- | --------------------------------------------------- |

| Predecesor: 113001–114000 | Lista planetelor minore 114001–115000 Semnificații ale numelor: 114001–115000 | Succesor: 115001–116000 |